# Niels Kristian Iversen
Niels Kristian Trochmann Iversen (født 20. juni 1982 i Esbjerg) er dansk speedwaykører. Iversen er en af mange speedwaykørere, som er opfostret på Korskrobanen ved Esbjerg. Navne som Erik Gundersen, Jesper B. Jensen, Kenneth Bjerre, Kent Noer, Kristian Præstbro, Aksel Jepsen og Flemming Pedersen er alle et produkt af Esbjerg Motor Sport.
Iversen er een af flere, som regnes for fremtidens topkørere i Danmark, og har bl.a. gæstet Grand Prixet i Parken, København, hvor det blev til en semifinaleplads. Niels Kristian Iversen har, trods sin unge alder, allerede flere titler på visitkortet. Deriblandt holdverdensmester i 2006 sammen med Nicki Pedersen, Hans Andersen, Charlie Gjedde og Bjarne Pedersen. I 2008 blev Niels Kristian Iversen manden som sikrede de point der gjorde Danmark til holdverdensmestre 2008. Dette blev Niels Kristian Iversen sammen med Hans Andersen (c), Nicki Pedersen, Bjarne Pedersen og Kenneth Bjerre. Også flere triumfer ved danske og europæiske mesterskaber.
I September måned 2007 kvalificerede N.K.Iversen sig til Grand Prix serien 2008, hvilket desværre ikke blev en vellykket Grand Prix sæson. Men med et Wild Card i Parken d. 13. juni 2009 får Niels Kristian Iversen muligheden for at vise, at han stadig kan køre på samme niveau som "de store drenge". En kvalifikation til Grand Prix-sæsonen 2009 er bestemt mulig.
Sæson 2012 har indtil videre igen været en super sæson for esbjergenseren. Med et hold-verdensmesterskab for Danmark og en stor mulighed for at kvalificere sig til Grand Prix serien, ser det ud til, at Iversen igen er med i toppen.
Kører for flg. klubber:
- Wolverhampton (UK)
- Esbjerg (DK)
- KS Toruń (PL)
- Västervik (S)